# Пескатори (остров)
Пескатори (итал. Isola dei Pescatori, на местном диалекте Isola di Pescador), также Суперьоре (итал. Superiore), — единственный постоянно заселённый остров из архипелага Борромейских островов в озере Лаго-Маджоре. Находится в коммуне Стреза, в провинции Вербано-Кузио-Оссола, в регионе Пьемонт на севере Италии.

## Описание
Ширина острова составляет 100 м, длина — 350 м. По данным 2001 года население острова составляет 57 человек. Это небольшая деревня с характерными многоэтажными домами (с длинными балконами для вяления рыбы), небольшой площадью, узкими улочками, набережной озера и главной улицей.
Остров заселён не менее 700 лет. На нём есть приход святого Виктора и смотровая площадка.
Летом он привлекает большое количество туристов, которые гуляют по аллеям и покупают изделия местных ремесленников на небольшом и примечательном рынке. Летом здесь устраиваться шествие на лодках со статуей святой Марии на праздник Феррагосто.
Одним из явлений, которое периодически происходит (обычно осенью и весной), является половодье. После сильных дождей уровень озера поднимается, и вода проникает на прогулочную набережную до тех пор, пока не коснется домов. Однако пороги старых домов всегда располагаются на внутренних улицах на уровнях выше берега, поэтому вода не попадает в дома.

## Достопримечательности

### Церковь Сан-Витторе
Первоначально церковь была часовней XI века, от которой сохранилась лишь небольшая арка. Она была расширена в готическую эпоху и в эпоху Возрождения, когда первоначальная апсида превратилась в часовню. В 1627 году она стала приходской церковью и названа в честь святого Виктора.
Внутри находятся фрески XVI века и главный алтарь XVII века с бюстами четырёх епископов: Амвросия Медиоланского, Гауденция из Новары, Франциска Сальского и Карло Борромео.

## Фестивали и традиции
Жители острова по-прежнему проводят некоторые традиционные местные фестивали. Самым известным является Феррагосто, на который устраивается шествие на лодках со статуей святой Марии. На Карнавал на берегу устанавливается длинный стол, где собираются жители острова, чтобы съесть поленту и выпить вина. В течение недели августа здесь также проходит традиционный турнир по боулингу.